# Bahnhof Fichtengrund
Der ehemalige Bahnhof Fichtengrund lag im gleichnamigen Ortsteil der Ortschaft Friedrichsthal, heute auf dem Gebiet der Stadt Oranienburg, nördlich von Berlin am Abzweig der im Jahr 1950 eröffneten Bahnstrecke Berlin-Karow–Fichtengrund von der Berliner Nordbahn. Diese Strecke wurde in der DDR gebaut, um eine Umfahrung des Gebietes von West-Berlin zu ermöglichen. Anfang der 1960er Jahre wurde der Bahnhof Fichtengrund anstelle eines dort bereits seit den 1890er Jahren bestehenden Haltepunktes neu gebaut. Dabei entstand auch das Zentralstellwerk Fichtengrund, das heute außer Betrieb ist und auf der Denkmalliste des Landes Brandenburg steht. Die Bahnhofsanlagen wurden 2017 vollständig rückgebaut.

## Geschichte
Der Haltepunkt Fichtengrund ging am 15. Dezember 1896 in Betrieb. Vor allem diente er dem Vorortverkehr in Richtung Berlin, war allerdings nicht in den Berliner Vororttarif einbezogen. Wie auch beim benachbarten Haltepunkt Sachsenhausen übernahmen die örtlichen Interessenten am Haltepunkt den größten Teil der Baukosten und stellten Grundstücke kostenlos zur Verfügung.
Die Station gewann nach dem Zweiten Weltkrieg an Bedeutung, nachdem zur Umfahrung von West-Berlin eine Umfahrungsstrecke von Berlin-Karow über Basdorf zur Berliner Nordbahn entstand, die bei Fichtengrund in die Hauptstrecke mündete. Die dort abzweigende Verbindungsstrecke zwischen Nordbahn und Stettiner Bahn griff die Planungen des Berliner Güteraußenrings (GAR) auf, führte auch dessen Kilometrierung weiter. Am 6. Mai 1950 ging die Verbindungsstrecke in Betrieb, zunächst mit einer Anbindung an die Nordbahn aus Richtung Oranienburg. Am 23. Mai 1950 folgte die Verbindungskurve in Richtung Norden, die an der Abzweigstelle Afg südlich des Haltepunktes Fichtengrund die Nordbahn erreichte.

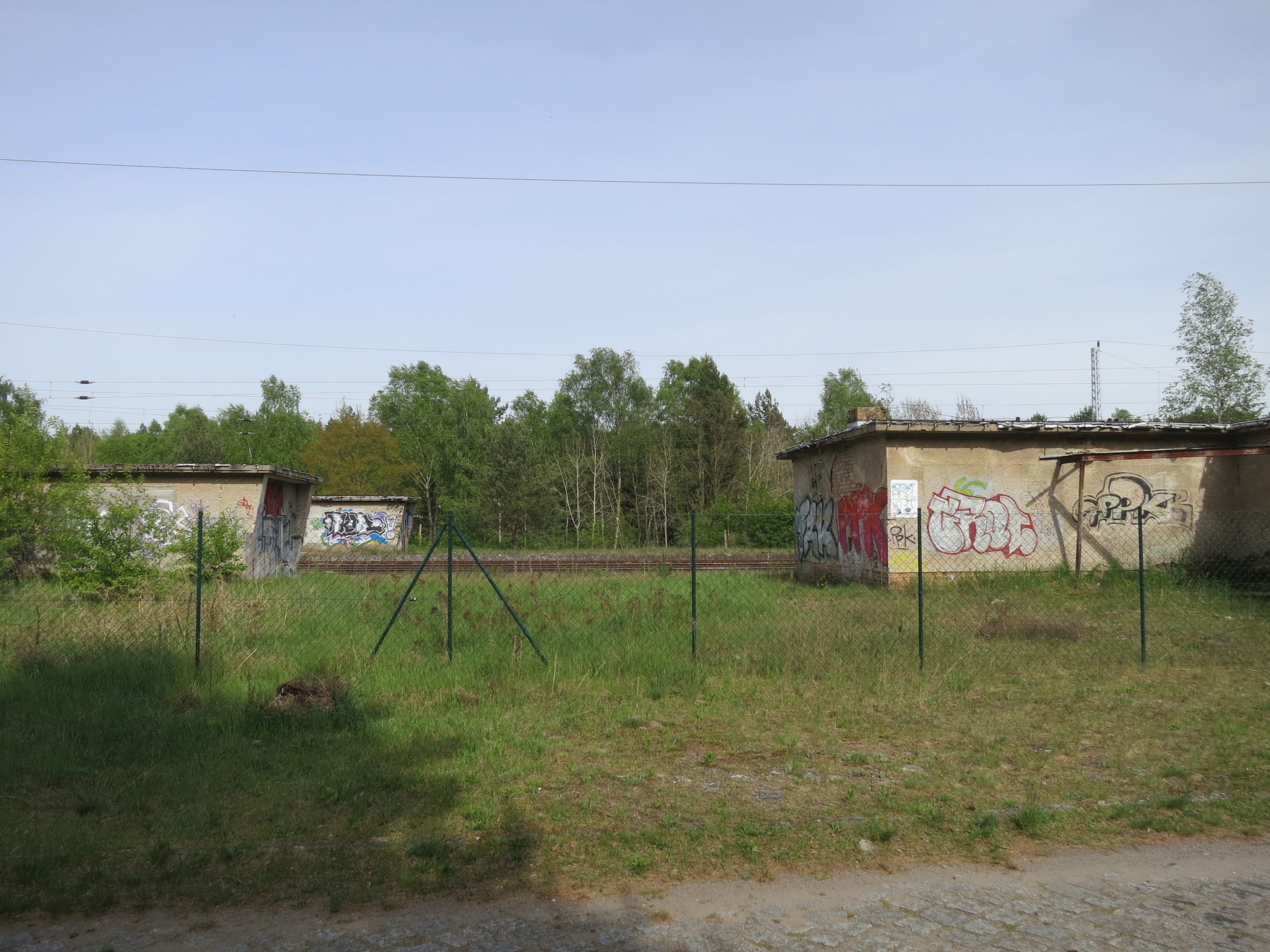
Empfangsgebäude (rechts) und Tunnelzugänge (links) des bereits geschlossenen Bahnhofs. Die Anlagen wurden 2017 beseitigt

Im Zuge des Ausbaus der Verbindung von Berlin nach Rostock wurden die Anlagen der Nordbahn Anfang der 1960er umgebaut. Der alte Haltepunkt Fichtengrund wurde durch einen etwas südlich gelegenen modernen Bahnhof ersetzt, die Einmündung der Verbindungsstrecke aus Richtung Berlin-Karow wurde umgestaltet, so dass der Kernbereich des Bahnhofs auf der Westseite des Gleisdreiecks aus der Nordbahn und den beiden Verbindungskurven in Richtung Wensickendorf lag. Im Jahr 1964 wurde das Zentralstellwerk Fichtengrund, ein Gleisbildstellwerk der Bauart GS II DR, gebaut. Es wurde an der Einmündung der südlichen Verbindungskurve in die Nordbahn errichtet. Die Anlagen des neuen Bahnhofs gingen schrittweise zwischen dem 22. und dem 28. September 1964 in Betrieb.
Der Abschnitt zwischen Wensickendorf und der Nordbahn diente auch militärischen Zwecken. In Schmachtenhagen entstand zu Testzwecken eine Umspuranlage auf die in der Sowjetunion übliche Breitspur. Nach der Wiedervereinigung 1990 wurde diese Strecke bedeutungslos und zum 20. Februar 1999 stillgelegt. Bereits zum 29. Mai 1994 war auch der Halt in Fichtengrund für die auf der Nordbahn verkehrenden Personenzüge entfallen.
Ebenso stillgelegt wurden der Bahnhof und das Stellwerk Fichtengrund. Das Stellwerk stand seitdem leer und wurde 2012 an Privatpersonen verkauft. In diesem Zusammenhang wurde das Stellwerk in die Liste der Baudenkmale in Oranienburg aufgenommen.
Pläne aus der ersten Hälfte der 2010er Jahre, die anderen Anlagen des Bahnhofs Fichtengrund und den noch bestehenden Fußgängertunnel beim Ausbau der Strecke zwischen Nassenheide und Oranienburg zu beseitigen, wurden im Jahr 2017 umgesetzt.

## Anlagen

### Stellwerk

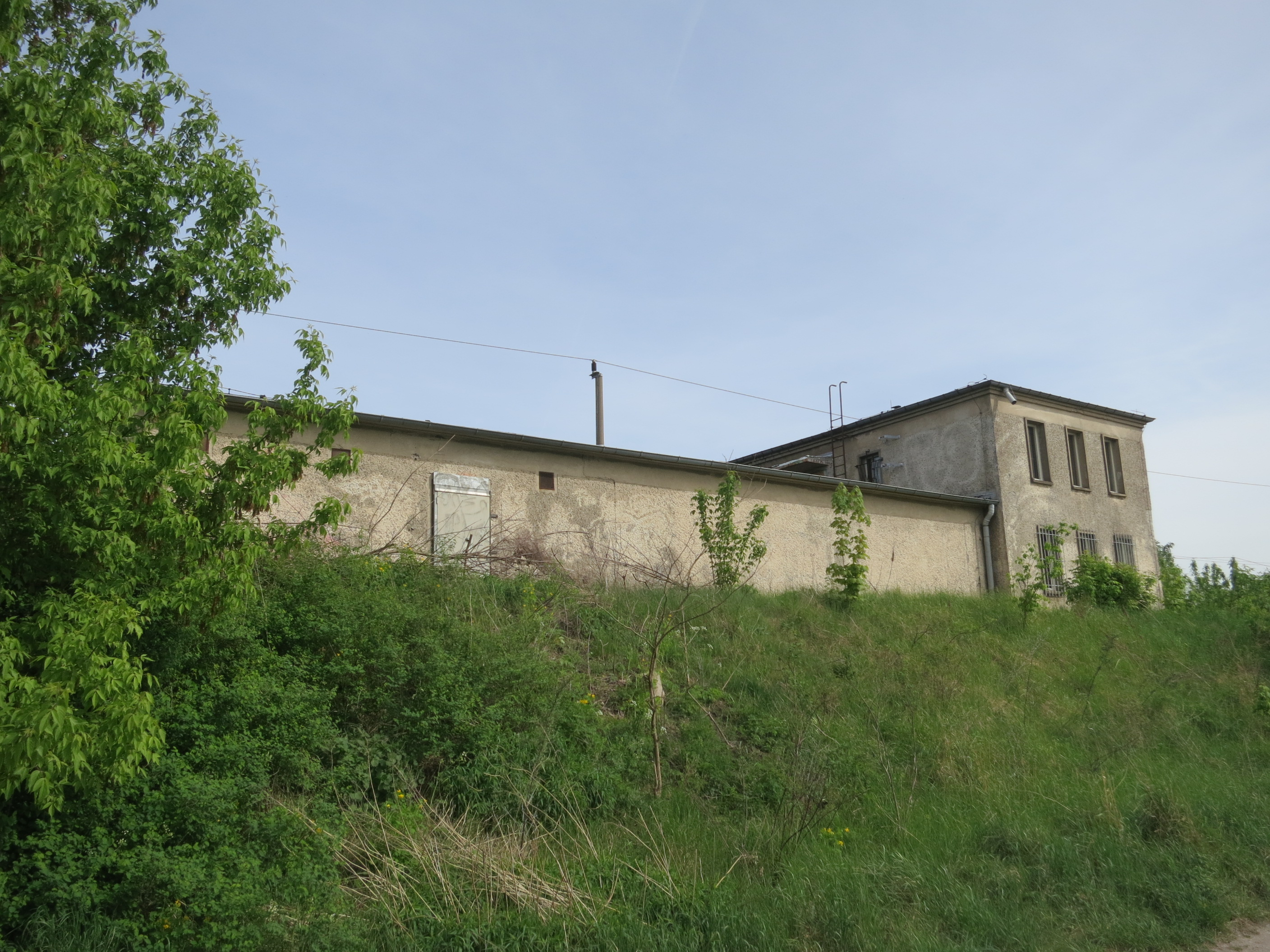
Längsseite des Stellwerks

Der Bahnhof besaß ein Gleisbildstellwerk der Bauform GS II DR. Die Struktur wurde von der Bauabteilung der Deutschen Reichsbahn entworfen. Das Gebäude auf der Westseite der Gleisanlagen ist ein Typenbau aus den 1960er Jahren, es besteht einerseits aus dem zweigeschossigen Gebäudeteil mit dem Dienstraum für die Fahrdienstleiter mit rundum angeordneten Fenstern. Auf der Nordseite schließt sich ein einstöckiger Flachbau an, der den Relaisraum, die Stromversorgungsanlagen und den Kabelabschlussraum enthält. Die Außenwände wurden mit grobem Putz versehen, wie er in der DDR damals als modern galt. Heute steht es als Gebäude von „erheblicher technischer Bedeutung“ unter Denkmalschutz.
Die Deutsche Reichsbahn baute mehrere ähnlich aussehende Gebäude in Birkenwerder, Satzkorn, Hohen Neuendorf West und Schönfließ.

### Bahnhofsanlagen
Die Anlagen des Bahnhofs Fichtengrund erstreckten sich entlang der Berliner Nordbahn auf einer Länge von über 1,3 Kilometern. Im Bereich des Bahnhofs Fichtengrund mündete die Bahnstrecke aus Berlin-Karow in die Berliner Nordbahn, wobei es sowohl eine Verbindung nach Süden in Richtung des Bahnhofs Oranienburg als auch in Richtung Norden gab. Sowohl auf der Nord- als auch auf der Südseite ermöglichten Weichentrapeze Gleiswechsel in alle Richtungen. Im Norden des Bahnhofsbereichs überquert die Nordbahn die Havel; im Osten die Verbindungsstrecke nach Karow den Oder-Havel-Kanal auf der denkmalgeschützten Klinkerhafenbrücke. An der Nordbahn auf der Westseite dieses Gleisdreiecks lagen neben den beiden Durchgangsgleisen zwei Überholungsgleise mit über 300 Meter langen und 6,5 Meter breiten Bahnsteigen, die zunächst umzäunt waren.
Eine aus Richtung der Siedlung Fichtengrund kommende Zufahrtstraße führte zu einem kleinen Bahnhofsvorplatz mit Fahrradständer und dem zunächst L-förmigen, später nach Anbau T-förmigen Empfangsgebäude, das über einen beheizten Warteraum nebst Fahrkartenausgabe sowie einen Fahrradabstellraum verfügte.
Ein durch das Zugangsgebäude betretbarer Personentunnel unter dem Gleiskörper machte das Erreichen des gegenüberliegenden Bahnsteigs möglich, ohne Gleise überschreiten zu müssen. Nach Einstellung des Haltes für den Personenverkehr 1994 und Stilllegung des Abschnittes zwischen Wensickendorf und Fichtengrund auf der Verbindungsstrecke 1999 wurden zunächst alle Weichen ausgebaut. Der Bahnhof verfiel in den Folgejahren, der Vorplatz und die Bahnsteige verwucherten, Eingänge und Fenster der drei Bahnhofsgebäude wurden zugemauert. Im Fall der beiden Tunnelzugangsgebäude ermöglichten jedoch in das Mauerwerk eingelassene Türen den weiteren Zugang zum ehemaligen Personentunnel.
2017 wurden im Zuge der Streckenertüchtigung Berlin–Rostock schließlich die Überholgleise, die Bahnsteige, das Empfangsgebäude sowie der Personentunnel und seine Zugangsgebäude entfernt. Lediglich die gepflasterte Zugangstraße zum ehemaligen Bahnhof blieb als ein Abschnitt des heutigen an der Bahntrasse verlaufenden Oranienburger Wegs erhalten.
Aufgrund seiner Lage nahe der Havel und deren idyllischer Umgebung wurde der Bahnhof zu seiner Bestandszeit stets auch stark touristisch genutzt.